# Sanneklass
Sanneklassen är en typ av räddningskryssare inom Sjöräddningssällskapet, som introducerades 2019 med Rescue Mercedes Sanne Eliasson, som är placerad på Räddningsstation Rörö.
Denna klass svenska sjöräddningsfartyg bygger på Victoriaklassen och är 2,4 meter längre än Victoriaklass. Den har också elmotorer i tillägg till dieseldrift.

## Fartyg
- Rescue Mercedes Sanne Eliasson, byggd 2019, Räddningsstation Rörö
- Rescue Eric D, Nilsson, byggd 2020, Räddningsstation Visby

## Fakta
- Längd: 14,2 meter
- Bredd: 4,2 meter
- Djupgående: 0,7 meter
- Deplacement: 15 ton